# Патагонські Анди

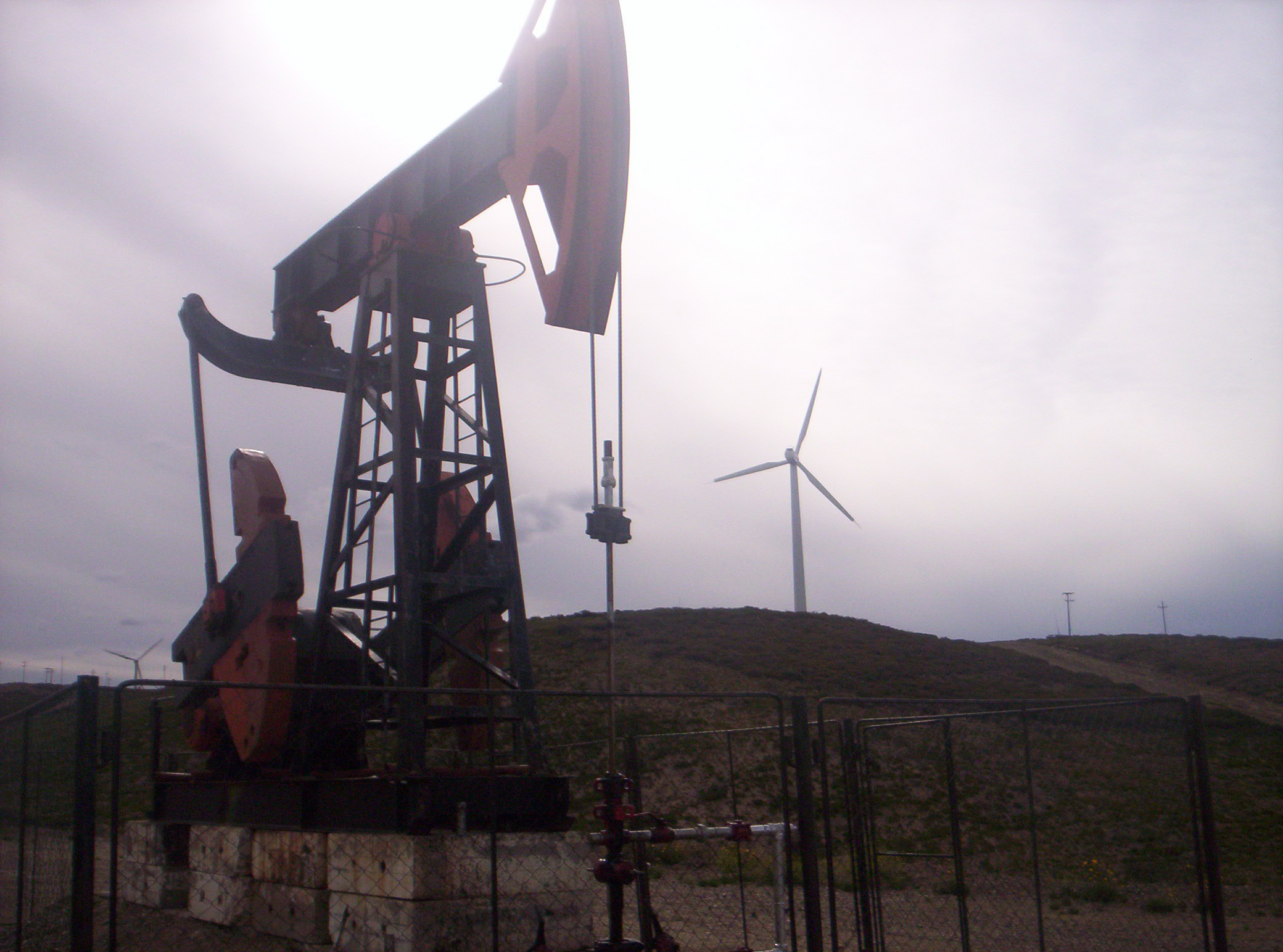

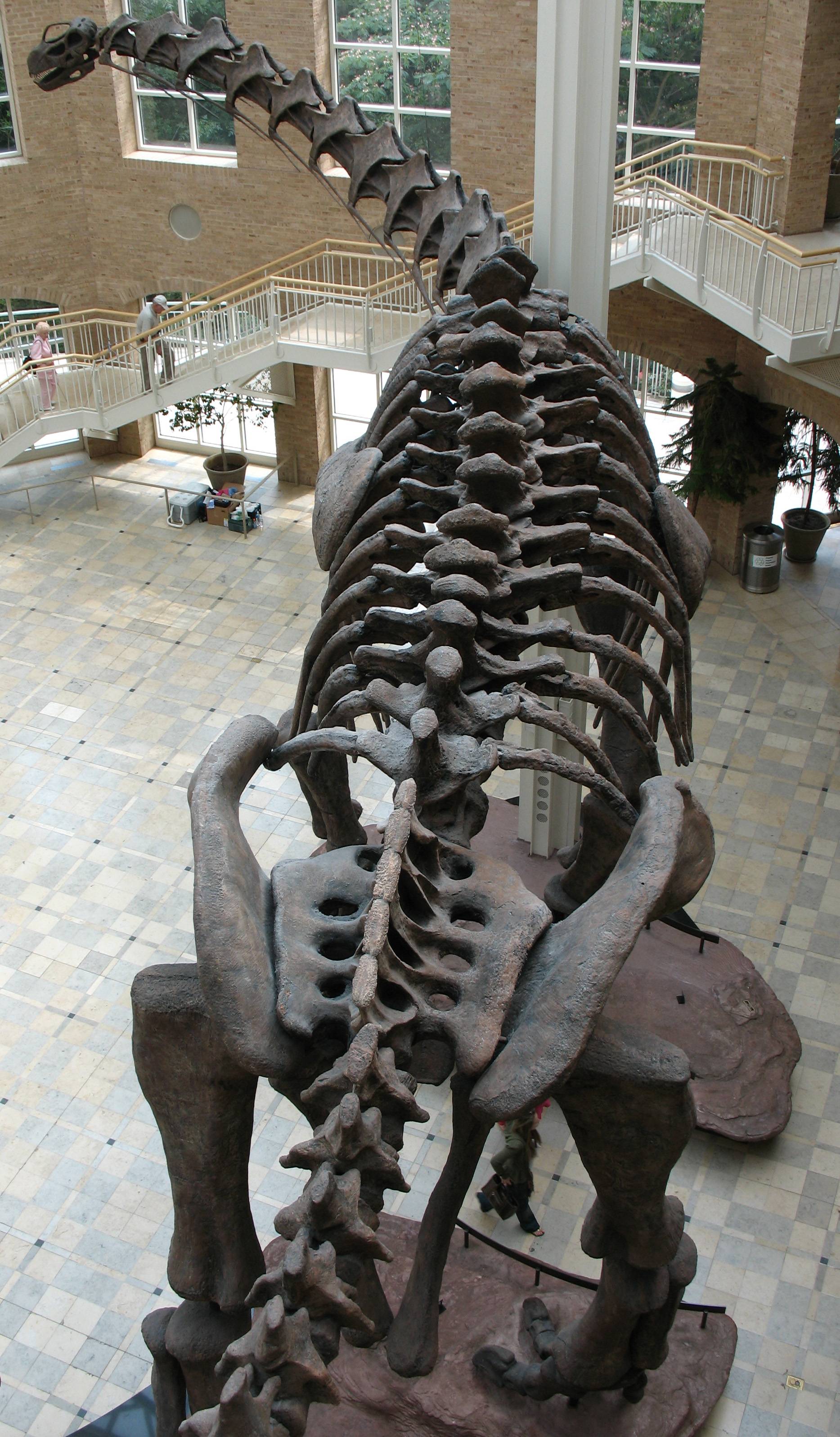

Патагонські Анди — південна частина Анд, розташована на території Чилі й Аргентини, на південь від 39° південної широти (тобто району затоки Релонкаві та озера Алуміне). Висота 2—3 тис. м, найбільша — 4058 м (гора Сан-Валентин). У північній частині сильна сейсмічність і активний вулканізм, тут розташовані такі діючі вулкани як Яйма, Осорно, Корковадо та інші. Клімат помірний, дуже вологий (до 5000 мм і більше опадів на рік) і прохолодний. В горах значне заледеніння, зокрема залишки Патагонського щита, загальною площею близько 20 тис. км². Між головними хребтами розташовано багато великих кінцевих льодовикових озер, таких як Янкіуе, Науель-Уапі тощо. Північна частина вкрита хвойними вічнозеленими лісами, на вологих західних схилах переважно листяні ліси, на східних — мішані.

## Рельєф
Патагонські Анди характеризуються глибоким ерозійним розчленовуванням густої мережі повноводних річок, льодовиками та тектонічною активністю. Центральна (Патагонська) кордильєра має середню висоту близько 3000 м, на півночі вона досягає 2058 м (гора Сан-Валентин). Через значне заледеніння протягом плейстоцену і під тиском льоду південної частини Центральної долини Чилі вона занурилась нижче рівня океану і перетворилась на систему меридіональних проток, а напівзатоплений Чилійський прибережний хребет став ланцюжком островів. Долини, утворені льодовиками, зайняті фіордами, що далеко врізаються в гори. Кристалічні й метаморфічні породи Центральної Кордильєри роздроблені незліченними зсувами, що утворили майже ізольовані масиви. На півдні, де структури Антарктанд (продовження Центральної кордильєри в складках Землі Греяма) причленяються до системи головних Анд, надзвичайно активні тектонічні рухи. У результаті тут часті землетруси і безліч діючих вулканів. Повноводні річки отримують рясне дощове і льодовикове живлення. Їхні верхів'я розітнули впоперек Центральну Кордильєру і перехопили стік більшості великих патагонських озер — Буенос-Айрес, Сан-Мартін тощо. Озера підгачуються зі сходу моренами, по яких і проходить міжокеанський вододіл.

## Клімат
Опади в Патагонських Андах рясні і рівномірні, температури дуже рівні і низькі, проте на рівні океану завжди вищі. Центральна кордильєра є головною перешкодою на шляху сильних західних вітрів, що несуть вологу з величезної акваторії південної частини світового океану. Навіть на узбережжі випадає 2000—3000 мм опадів на рік, а на схилах гір — до 6000 мм. Кількість дощових днів у році понад 300. Середні температури січня на узбережжі від 9 до 14 °C, на висоті 1200—1300 м вони опускаються до 0 °C, а гори вкриті вічними снігами. З 46°30' пд. ш. два великі льдовикові щити (між 465 і 51°30' пд. ш.) займають площу понад 20 тис. км². Якщо літні температури у Патагонських Андах відносно низькі, то зимові дуже високі (середня температура липня від 7,5 °C на півночі до 3 °C на півдні), річна амплітуда середніх місячних температур становить лише 8 °C.

## Жива природа
Вічнозелені ліси проникають тут у дуже високі широти, це є результатом постійної низької хмарності (85—90 %), великої вологості повітря (близько 80 %), відсутності морозів і високої температури поверхні. На півночі Патагонських Анд ці ліси представлені гірським вологим лісом (напівгілеєю). У нижньому поясі (до 500—600 м над рівнем моря) в ній панують субтропічні вічнозелені дерева: аекстоксікон (Aextoxicon punctatum), літре (Lithraea caustica), лінге (Persea lingue), канело (Drimys winteri), арраян (Luma apiculata) з дошкоподібним корінням, як у дерев вологого тропічного лісу, вічнозелені буки (Nothofagus dombeyi і Nothofagus nitida). Доповнюють схожість з тропічним лісом деревоподібні папороті, і в'юнкі бамбуки, густі мережі ліан і безліч епіфітів. Вище 500 м переважають нотофагуси, до яких приєднуються хвойні: реліктовий гігант фіцроя (Fitzroya cupressoides) висотою до 60 м, саксеготея (Saxegothea conspicua), пільгеродендрон (Pilgerodendron uviferum), австроцедрус (Austrocedrus chilensis) і подокарпус (Podocarpus). Верхній пояс утворює криволісся з літнезелених буків (Notktfagits pumtiiv, N. aniarrtica і N. procera). У північній частині Патагонських Анд і на східних схилах випадає понад 4000 мм опадів. Там також поширений гірський вологий ліс, але з більшою домішкою хвойних і листяних рослин. Південну частину Патагонських Анд на заході займають низькорослі (до 10—12 м) вологі субантарктичні ліси. У них зникають більшість лавролистих, ліани, деревоподібні папороті, квіткові епіфіти, все частіше вкраплюються ділянки боліт і торф'яників, і переважають листопадні буки і хвойні. Проте і тут ще зустрічаються канело і вічнозелений бук (Nothofagus betuloides). Верхній пояс криволісся починається з 300—500 м, альпійські луки зникають, до вічних снігів підступають плями торф'яників. Гори тут вищі й монолітніші, ніж на півночі, тому на континентальніших східних схилах зі стійким сніжним покривом цілком панують ліси з листяних буків з домішкою хвойних. Як і на заході помірного поясу інших материків, у лісах патагонських Анд формуються бурі, часто опідзолені, ґрунти.
У густих лісах багато тварин — як і на більшій частині Патагонії мешкає кульпео (магеллановий собака), нутрія, видра тощо, ендемічні олені гемал (що зображений на гербі Чилі) і пуду, велика кількість ендеміків серед птахів. Мала доступність цієї ділянки Анд, віддаленість від економічних центрів Чилі й Аргентини та відсутність розвіданих мінеральних ресурсів зумовили відносну непошкодженість природних ландшафтів, украй слабку освоєність і вивченість цього району дотепер.